# Chasselas (Saône-et-Loire)
 (juin 2009).
Si vous disposez d'ouvrages ou d'articles de référence ou si vous connaissez des sites web de qualité traitant du thème abordé ici, merci de compléter l'article en donnant les références utiles à sa vérifiabilité et en les liant à la section « Notes et références ».
Pour les articles homonymes, voir Chasselas.
Cet article possède un paronyme, voir Chasselay (Rhône).
Chasselas est une commune française située dans le département de Saône-et-Loire, en région Bourgogne-Franche-Comté.

## Géographie
À 14 km de la ville de Mâcon, Chasselas est le dernier village de la vallée de l'Arlois, une vallée fréquentée par François Mitterrand.
Le village, à environ 400 mètres d'altitude, est bordé par la forêt et le vignoble.
Il présente un cadre typique du Beaujolais, avec des maisons en pierres sèches apparentes, massives. Le paysage recouvre la plaine de Bresse, le mont Blanc, les monts du Lyonnais.

### Climat
Pour des articles plus généraux, voir Climat de la Bourgogne-Franche-Comté et Climat de Saône-et-Loire.
En 2010, le climat de la commune est de type climat océanique altéré, selon une étude du Centre national de la recherche scientifique s'appuyant sur une série de données couvrant la période 1971-2000. En 2020, Météo-France publie une typologie des climats de la France métropolitaine dans laquelle la commune est dans une zone de transition entre le climat semi-continental et le climat de montagne et est dans la région climatique Bourgogne, vallée de la Saône, caractérisée par un bon ensoleillement (1 900 h/an), un été chaud (18,5 °C), un air sec au printemps et en été et des vents faibles.
Pour la période 1971-2000, la température annuelle moyenne est de 11,7 °C, avec une amplitude thermique annuelle de 17,9 °C. Le cumul annuel moyen de précipitations est de 933 mm, avec 10,7 jours de précipitations en janvier et 7,6 jours en juillet. Pour la période 1991-2020, la température moyenne annuelle observée sur la station météorologique de Météo-France la plus proche, « Mâcon », sur la commune de Charnay-lès-Mâcon à 7 km à vol d'oiseau, est de 12,3 °C et le cumul annuel moyen de précipitations est de 833,7 mm. 
La température maximale relevée sur cette station est de 39,8 °C, atteinte le 13 août 2003 ; la température minimale est de −21,4 °C, atteinte le 15 février 1956,,.
Les paramètres climatiques de la commune ont été estimés pour le milieu du siècle (2041-2070) selon différents scénarios d'émission de gaz à effet de serre à partir des nouvelles projections climatiques de référence DRIAS-2020. Ils sont consultables sur un site dédié publié par Météo-France en novembre 2022.

## Urbanisme

### Typologie
Au 1er janvier 2024, Chasselas est catégorisée commune rurale à habitat dispersé, selon la nouvelle grille communale de densité à sept niveaux définie par l'Insee en 2022.
Elle est située hors unité urbaine. Par ailleurs la commune fait partie de l'aire d'attraction de Mâcon, dont elle est une commune de la couronne,. Cette aire, qui regroupe 105 communes, est catégorisée dans les aires de 50 000 à moins de 200 000 habitants,.

### Occupation des sols
L'occupation des sols de la commune, telle qu'elle ressort de la base de données européenne d’occupation biophysique des sols Corine Land Cover (CLC), est marquée par l'importance des territoires agricoles (75,4 % en 2018), une proportion identique à celle de 1990 (75,4 %). La répartition détaillée en 2018 est la suivante : cultures permanentes (63,4 %), forêts (24,5 %), zones agricoles hétérogènes (10,4 %), prairies (1,6 %). L'évolution de l’occupation des sols de la commune et de ses infrastructures peut être observée sur les différentes représentations cartographiques du territoire : la carte de Cassini (XVIIIe siècle), la carte d'état-major (1820-1866) et les cartes ou photos aériennes de l'IGN pour la période actuelle (1950 à aujourd'hui).

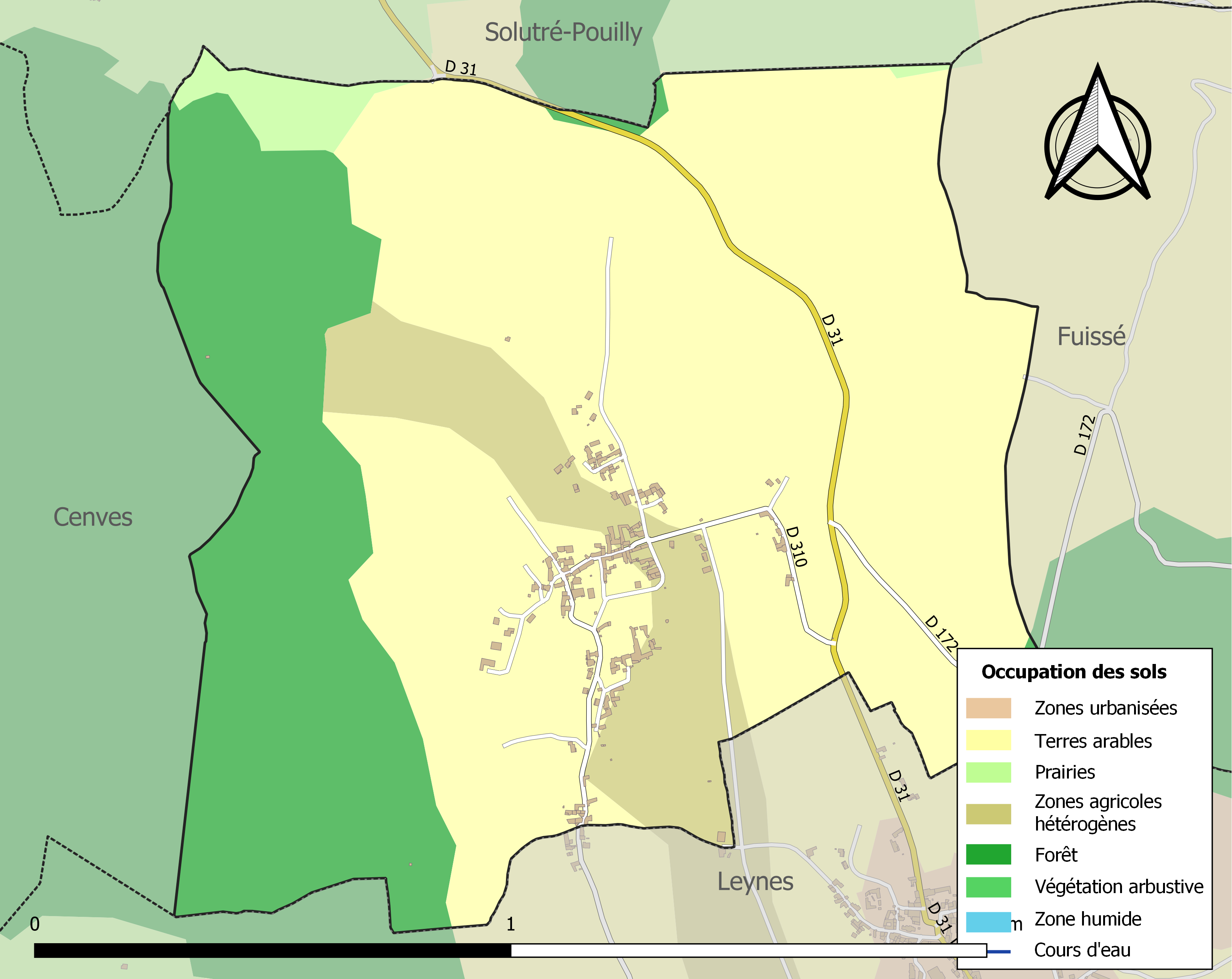
Carte des infrastructures et de l'occupation des sols de la commune en 2018 (CLC).

## Histoire
Le nom de Chasselas vient du latin Caccelacum. Chasselas était un relais sur la route de Lutèce à Lugdunum, maintenant respectivement Paris et Lyon ; on peut encore distinguer sur une carte ou en lisant le paysage cette voie romaine dont on trouve les vestiges en forêt ou sur la commune voisine de Vergisson. Chasselas passa ensuite sous l'autorité du seigneur de Chasselas au Moyen Âge jusqu’à la Révolution. Chasselas connut un essor au XVIIe siècle grâce à son vin très apprécié à Versailles par Louis XIV et ses sujets[réf. nécessaire]. C'est l'histoire du char à bœufs que l'on peut voir à l'entrée du village aujourd'hui. Ce char faisait les allers-retours entre Chasselas et Versailles[réf. nécessaire]. Le village a donné son nom au cépage du raisin blanc chasselas.
Au XIXe siècle, Chasselas connut un bouleversement avec la révolution industrielle : un train montait jusqu'au village. C'est l'essor des carrières de Chasselas qui servit à paver les rues de nombreuses villes de la moitié sud de la France et tout principalement de Lyon[réf. nécessaire]. Au début du XXe le village se vida de ses habitants.

## Politique et administration

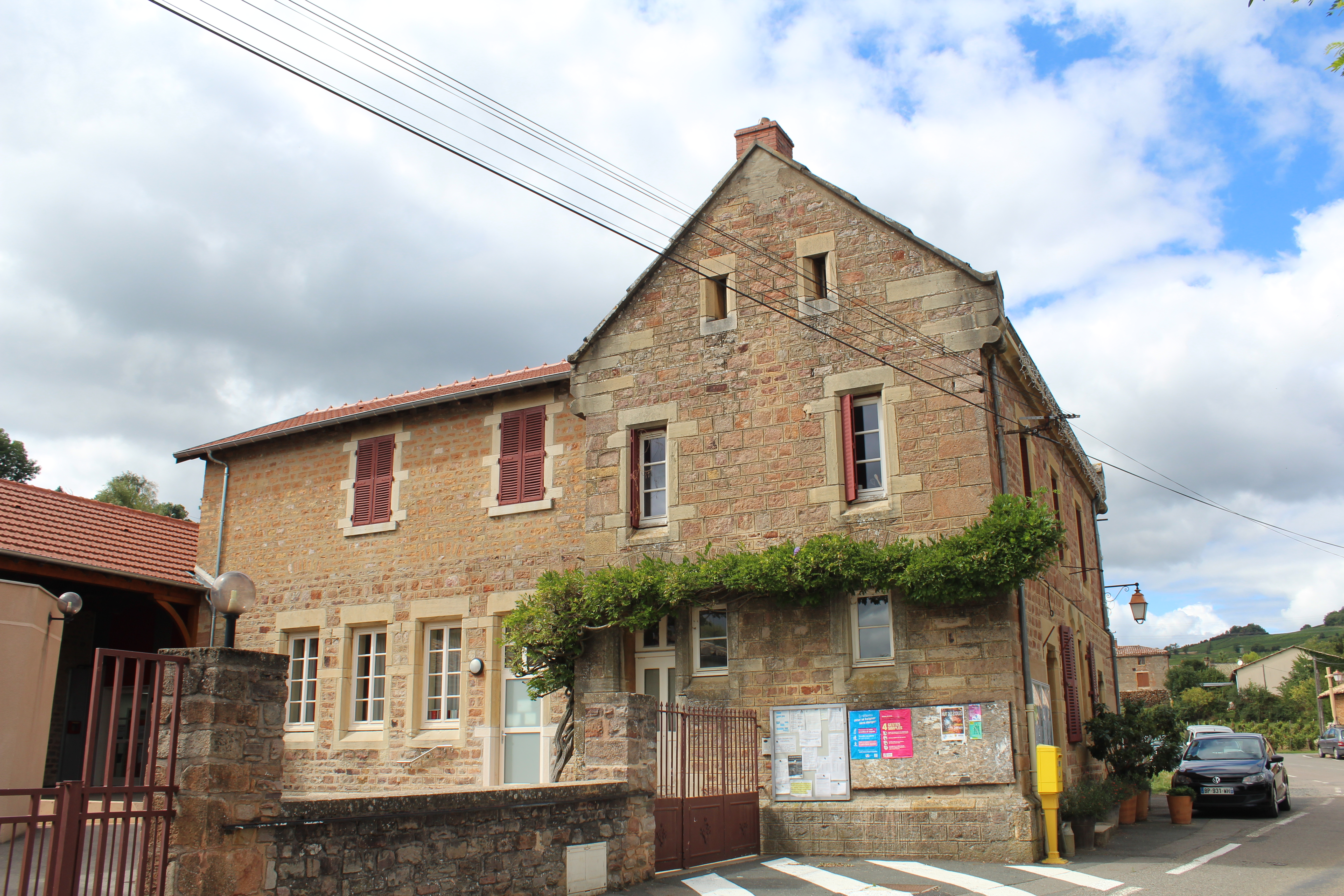
Mairie.

| Période                                  | Période        | Identité                  | Étiquette      | Qualité                |
| ---------------------------------------- | -------------- | ------------------------- | -------------- | ---------------------- |
|                                          | septembre 1806 | Philibert Lenoir          |                |                        |
| septembre 1806                           |                | Michel Bouchacourt        |                |                        |
| mars 1989                                | juin 1995      | André Bourgeois           |                |                        |
| juin 1995                                | mars 2008      | René Masson               |                |                        |
| mars 2008                                | mars 2014      | Jean-Marc Veyron la Croix | sans etiquette |                        |
| mars 2014                                | décembre 2022  | Christian Petit           | PS             | Professeur des écoles  |
| mars 2023                                | En cours       | Claire Pelletier          | sans étiquette | Vétérinaire biologiste |
| Les données manquantes sont à compléter. |                |                           |                |                        |

## Population et société

### Démographie

Les vignobles du Mâconnais.

L'évolution du nombre d'habitants est connue à travers les recensements de la population effectués dans la commune depuis 1793. Pour les communes de moins de 10 000 habitants, une enquête de recensement portant sur toute la population est réalisée tous les cinq ans, les populations de référence des années intermédiaires étant quant à elles estimées par interpolation ou extrapolation. Pour la commune, le premier recensement exhaustif entrant dans le cadre du nouveau dispositif a été réalisé en 2006.

En 2022, la commune comptait 175 habitants, en stagnation par rapport à 2016 (Saône-et-Loire : −1,06 %, France hors Mayotte : +2,11 %).
| 1793 | 1800 | 1806 | 1821 | 1831 | 1836 | 1841 | 1846 | 1851 |
| ---- | ---- | ---- | ---- | ---- | ---- | ---- | ---- | ---- |
| 370  | 286  | 391  | 385  | 402  | 354  | 351  | 330  | 311  |

| 1856 | 1861 | 1866 | 1872 | 1876 | 1881 | 1886 | 1891 | 1896 |
| ---- | ---- | ---- | ---- | ---- | ---- | ---- | ---- | ---- |
| 329  | 308  | 351  | 322  | 336  | 333  | 343  | 271  | 257  |

| 1901 | 1906 | 1911 | 1921 | 1926 | 1931 | 1936 | 1946 | 1954 |
| ---- | ---- | ---- | ---- | ---- | ---- | ---- | ---- | ---- |
| 246  | 230  | 248  | 223  | 199  | 181  | 164  | 152  | 121  |

| 1962 | 1968 | 1975 | 1982 | 1990 | 1999 | 2006 | 2011 | 2016 |
| ---- | ---- | ---- | ---- | ---- | ---- | ---- | ---- | ---- |
| 122  | 129  | 138  | 140  | 171  | 164  | 162  | 179  | 175  |

| 2021 | 2022 | - | - | - | - | - | - | - |
| ---- | ---- | - | - | - | - | - | - | - |
| 173  | 175  | - | - | - | - | - | - | - |

## Cultes
Chasselas appartient à l'une des sept paroisses composant le doyenné de Mâcon (doyenné relevant du diocèse d'Autun) : la paroisse Notre-Dame-des-Vignes en Sud-Mâconnais, paroisse qui a son siège à La Chapelle-de-Guinchay et qui regroupe quatorze villages du Mâconnais.

## Culture locale et patrimoine

### Lieux et monuments

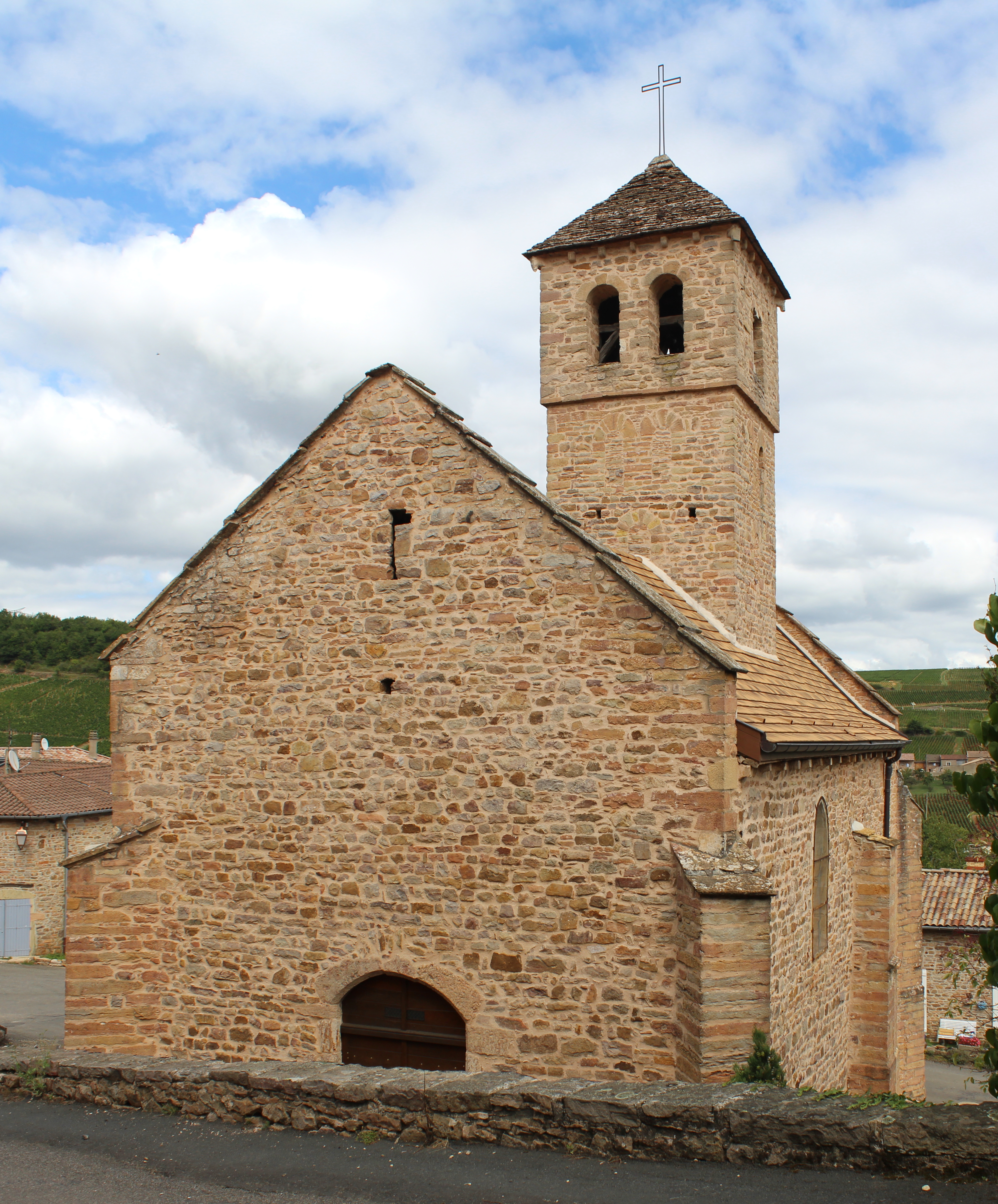
L'église, sous le vocable de Notre-Dame.

- L'église du XIIe siècle, église romane rare ayant pour particularité son clocher s'élevant au milieu du corps (il partage cette architecture avec l'abbaye de Cluny seulement). Cette église où l'on voit aux quatre coins du clocher quatre têtes de loups en l'honneur de ces animaux particulièrement nombreux au Moyen Âge. Elle était jadis couverte de laves, matériau qui a toutefois été remplacé par des tuiles lors de la réfection de sa toiture en 1948 (à l'exception du clocher, dont la toiture de pierres a été restaurée en octobre 1976[20]).
- Le château de Chasselas des XIVe et XVIIIe siècles trône aussi au milieu du village. Il s'articule autour d'une vaste cour d'honneur flanquée de trois tours en poivrières recouvertes de tuiles vernissées.
- Maison ancienne du village disposant d'un linteau de pierre sur lequel, non sans humour, a été gravée en 1700 l'inscription suivante : « on nous di an pacen is credi e mor 1700 » (comprendre : On nous dit en passant ici : crédit est mort ! 1700)[21].

### Personnalités liées à la commune
- Alain Girel : céramiste sculpteur né le 11 août 1945 à Chambéry et mort à Chasselas le 11 avril 2001.

### Héraldique
| Blason de Chasselas | Blason  | Taillé : au 1er d'or à la tête de loup contournée de sable et languée de gueules, au 2e de gueules à la grappe de raisin d'or feuillée de sinople. |
| Blason de Chasselas | Détails | Le statut officiel du blason reste à déterminer.                                                                                                   |